# 栃木県消防防災航空隊
栃木県消防防災航空隊（とちぎけんしょうぼうぼうさいこうくうたい）は、栃木県の消防防災航空隊。

## 概要
- 運航基地：栃木ヘリポート
- 構成人員 ： 21人(栃木県危機管理防災局消防防災課航空担当課長補佐(GL )1名、消防職員9名（隊長1名、副隊長2名、隊員6名）、本田航空より派遣職員11名（操縦士4名、整備士3名、運航管理3名、運航管理補助1名））
- 運航時間 ： 8時30分～17時15分（緊急の場合には運航管理者が別に指示する)
- 運航形態 ： 本田航空（株）に委託
- 主力装備
- 機体： AW139「おおるり」(機体番号JA09TR)

- - 機体概要
    - 全長 :16.62m
    - 全幅 :13.77m
    - 全高 :4.98m
    - 最大速度 :309km
    - 航続距離 :約740km
    - 航続時間 :3時間50分
    - 最大運航高度 :6,096m
    - 最大座席数 :16席
    - 標準装備重量:
    - 最大離陸重量:約6,800kg

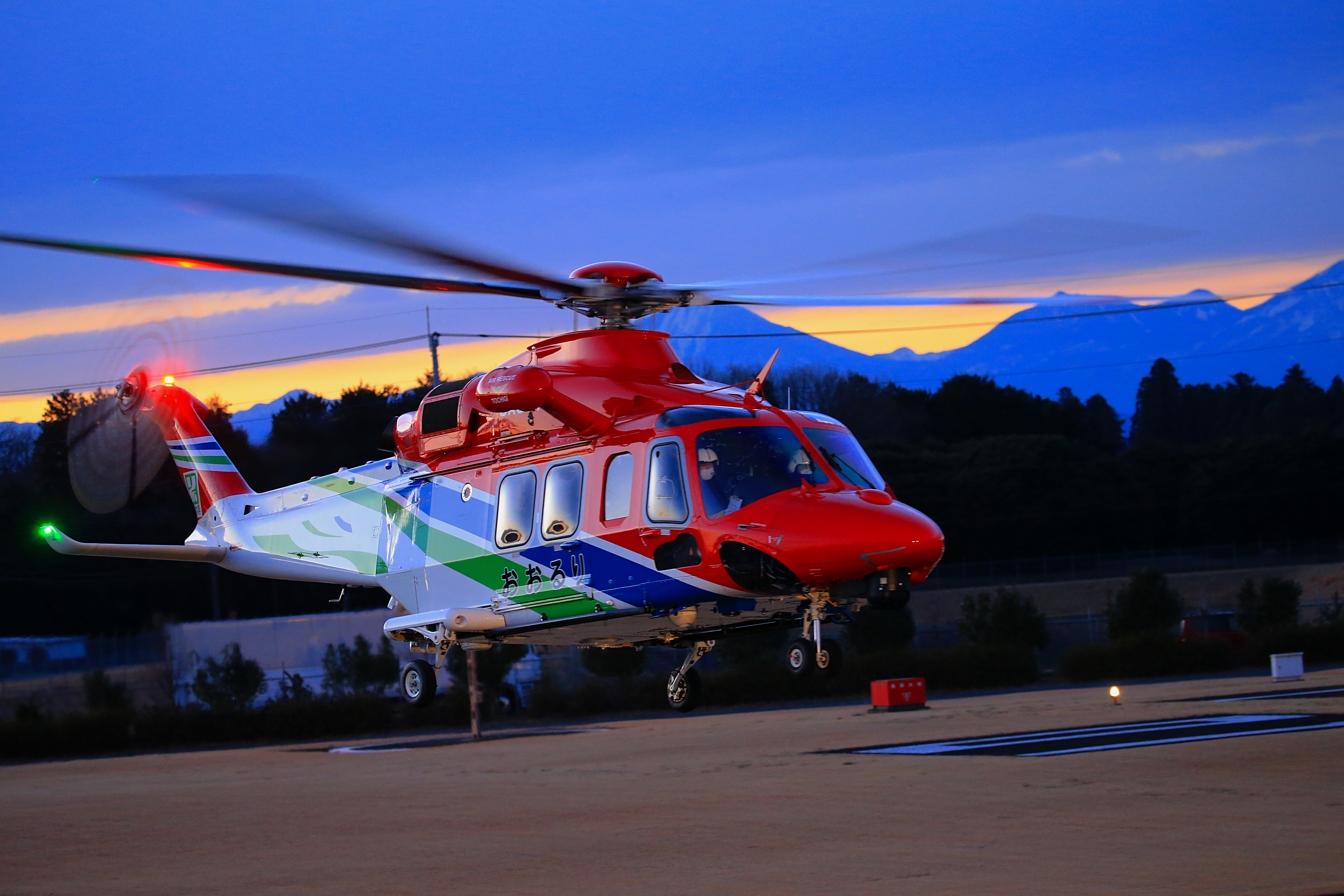
おおるり（２代目）

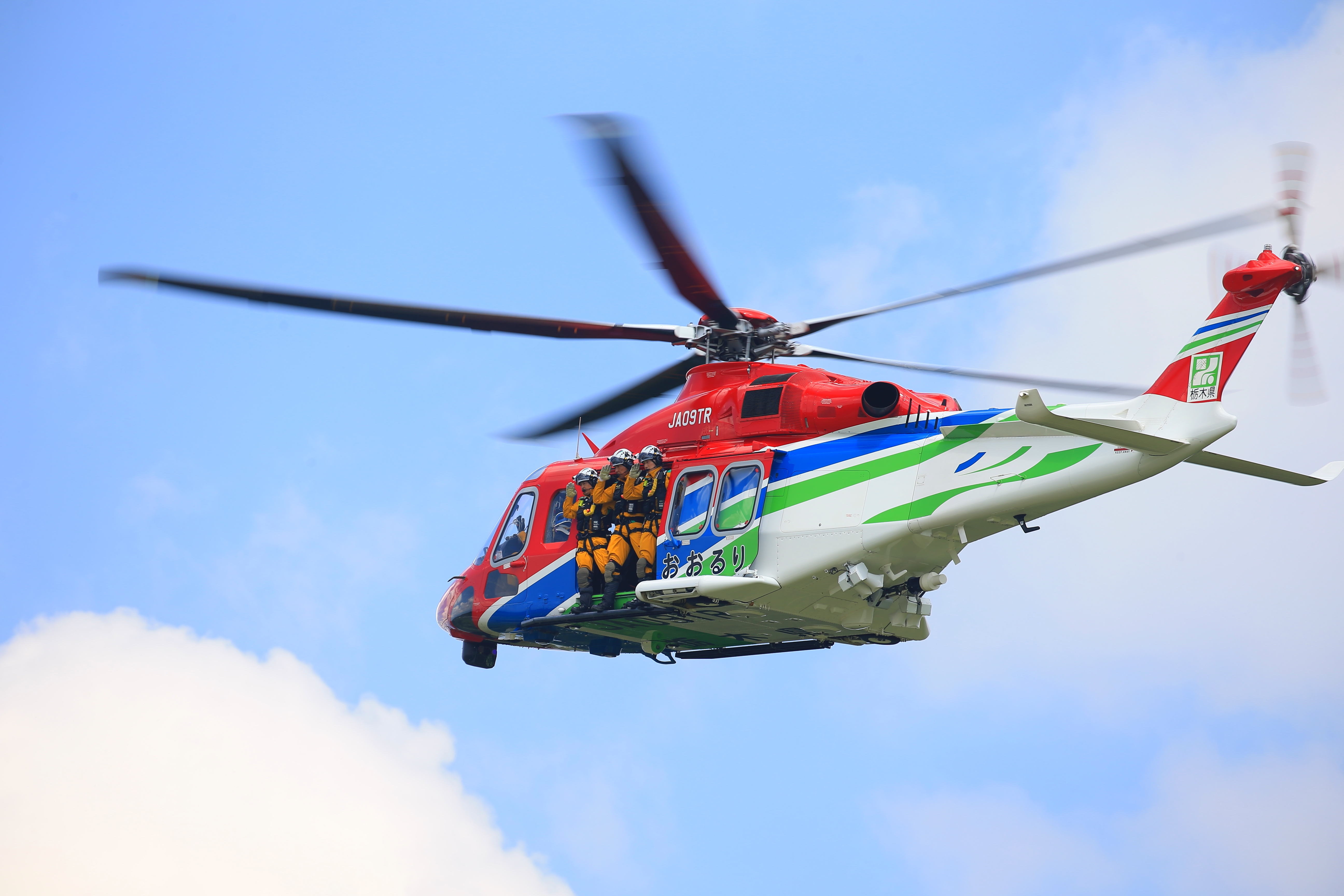
おおるり（２代目）

    - エンジン名称:PT6C-67Cターボシャフトエンジン
    - エンジン出力:3,358SHP(1,679SHp×2)
    - メーカー :プラット・アンド・ホイットニー・カナダ

  - 装備概要
    - サーチライト ：トラッカシステムズ　Ａ８００
    - ホイスト装置 ：制限荷重272kg
    - カーゴフック :最大吊り上げ重量2,200kg
    - 空中消火装置 ：ウォータードロップタンク1,800Ｌ、消火用バケット600Ｌ

- 旧機体：ベル412EP「おおるり」（機体番号JA09TG）おおるり（初代）

- - 機体概要
    - 全長 :約17.1m
    - 全幅 :約14.0m
    - 全高 :約4.6m
    - ローターブレード :14m
    - 最大速度 :259km
    - 航続距離 :722km
    - 航続時間 :3時間07分
    - 最大運航高度 :6,096m
    - 最大座席数 :15席
    - 標準装備重量:
    - 最大離陸重量:5,398kg

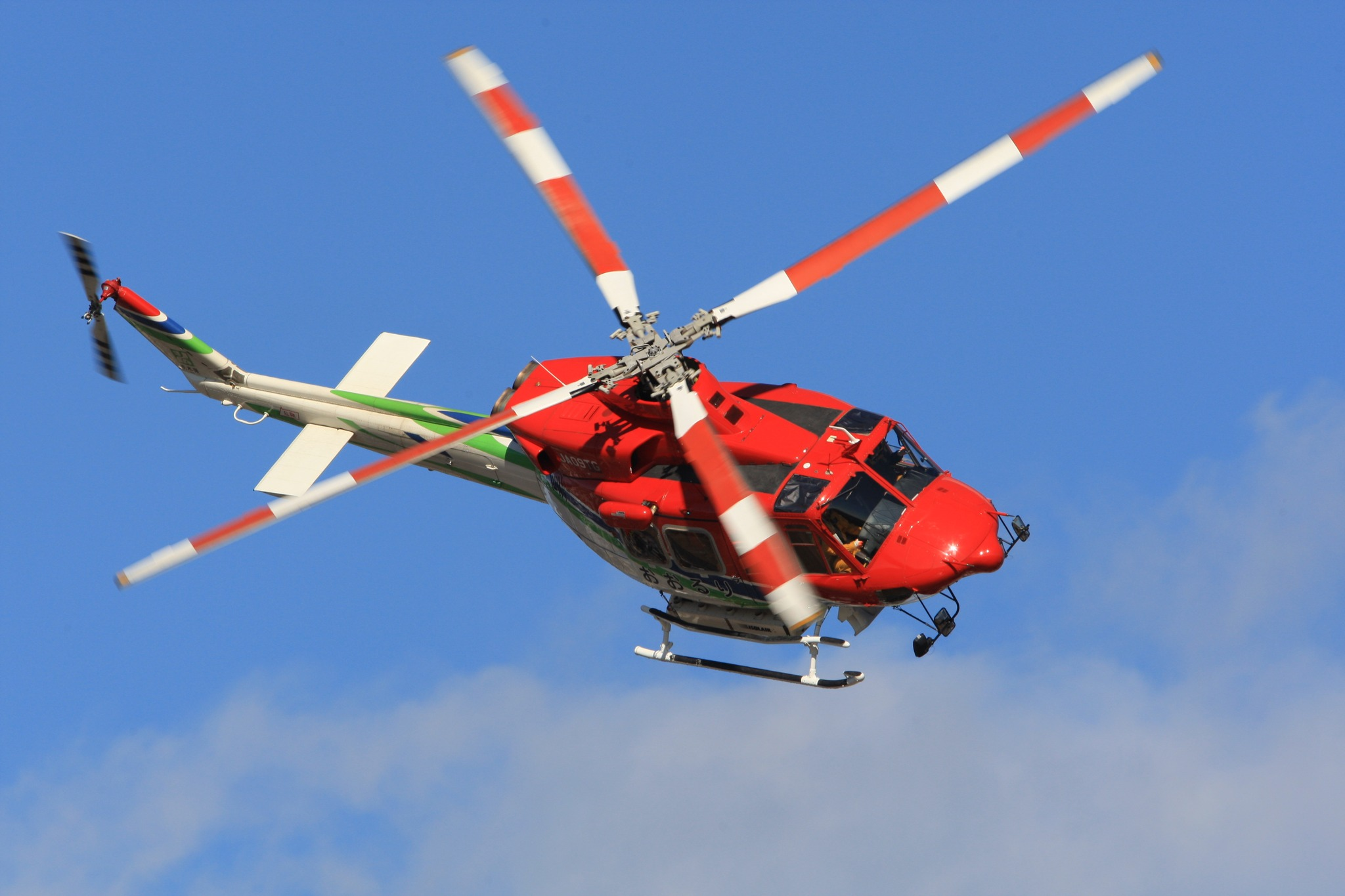
おおるり（初代）

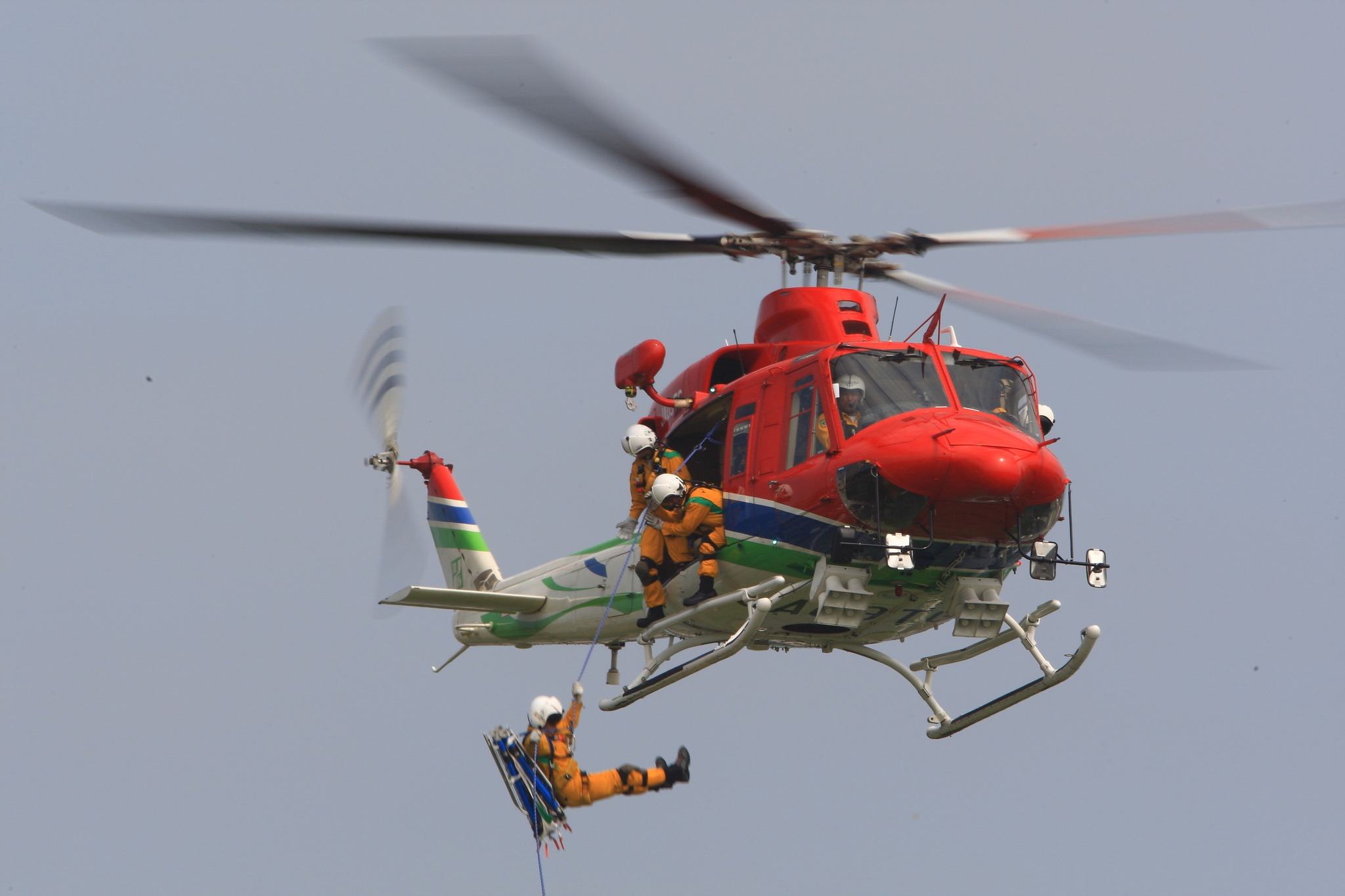
おおるり（初代）

    - エンジン名称:PT6T-3Dターボシャフトエンジン
    - エンジン出力:1,800SHP(900SHp×2)
    - メーカー :プラット・アンド・ホイットニー・カナダ

  - 装備概要
    - サーチライト ：光度／3,000万カンデラ
    - ホイスト装置 ：制限荷重600/ｌbs（272kg）
    - カーゴフック :最大吊り上げ重量2,041kg
    - 空中消火装置 ：ウォータードロップタンク1,300Ｌ、消火用バケット600Ｌ

## 沿革
- 1995年
  - 5月23日 「栃木県消防防災ヘリコプター導入委員会」設置（導入計画の検討）
  - 12月25日 導入予定機種として「ベル式412EP型」と決定
- 1996年11月1日 「栃木県消防防災航空隊」発足、事務所を芳賀町栃木ヘリポート内に設置
- 1997年
  - 1月1日 運航管理業務委託開始
  - 2月18日 ヘリコプター完成・納入
  - 3月28日 消防防災ヘリコプター「おおるり」就航式
  - 4月1日 航空消防防災業務開始
- 2017年
  - 8月24日 現行「おおるり」就航式[1]
  - 9月1日 現行「おおるり」使用開始[1]
- 2018年
  - 7月8日   平成30年7月豪雨 に伴う航空消防応援活動、総務省消防庁より緊急消防援助隊出動要請

- 2022年
  - 4月1日　二人操縦士体制に完全移行

- 2024年
  - 7月〜9月放送　関西テレビ/フジテレビ系月曜22時ドラマ「  マウンテンドクター 」撮影協力